# CHM
CHM (sigla para Microsoft Compiled HTML Help) é a extensão dos arquivos de ajuda, que são vários arquivos, como HTML e imagens, juntos em um único arquivo, formando um grande arquivo com várias páginas de ajuda.application/vnd.ms-htmlhelp